# Edvige Carboni
Edvige Carboni, OFS (2. května 1880, Pozzomaggiore – 17. února 1952, Řím) byla italská římská katolička, členka Sekulárního františkánského řádu a mystička. Katolická církev ji uctívá jako blahoslavenou.

## Život
Narodila se dne 2. května 1880 v Pozzomaggiore rodičům Giovannimu Battistu Carboni a Marii Domenice Pinna. Pokřtěna byla 4. května téhož roku. Roku 1884 jí biskup Eliseo Giordano udělil svátost biřmování a roku 1891 přijala své první svaté přijímání. Již od dětství prožívala stavy extáze, kdy se jí zjevoval Ježíš Kristus, andělé, Panna Maria a jiní světci. Později si tyto duchovní prožitky zapisovala do svého deníku.
Každý den navštěvovala mše svaté a podílela se na úklidu svého kostela. Pomáhal také chudým a ostatním potřebným. Slíbila Bohu své panenství a roku 1906 vstoupila do Sekulárního františkánského řádu. Byla obdařena mnohými duchovními dary. Některé z nich byly i nadpřirozené, jako např. jasnovidectví, levitace nebo bilokace. Na jejím těle se objevovala stigmata.
Později byla nucena čelit útokům ďábla, což také zapisovala ve svém deníku. Mezi světce, kteří se jí zjevili patřil např. sv. Dominik Savio, sv. Anna, sv. Šebestián, sv. Kateřina Sienská, sv. František z Assisi a další.
Zemřela na infarkt dne 17. února 1952 v Římě. Pohřbena je ve své rodné Pozzomaggiore.

## Úcta
Její beatifikační proces byl zahájen dne 29. dubna 1994, čímž obdržela titul služebnice Boží. Dne 4. května 2017 ji papež František podepsáním dekretu o jejích hrdinských ctnostech prohlásil za ctihodnou. Dne 7. listopadu 2018 byl uznán zázrak na její přímluvu, potřebný pro její blahořečení.
Blahořečena pak byla dne 15. června 2019 v Pozzomaggiore. Obřadu předsedal jménem papeže Františka kardinál Giovanni Angelo Becciu.
Její památka je připomínána 17. února.